# Birthe Kemper
Birthe Kemper (* 14. September 1981 in Dorsten) ist eine ehemalige deutsche Basketballspielerin.

## Laufbahn
Kemper entstammt einer Basketballfamilie, ihre Schwester Lena spielte ebenfalls in der Bundesliga, Vater Bruno war Mitgründer der BG Dorsten, Vereinsvorsitzender und „Macher“ der BG. Die 1,74 Meter messende Flügelspielerin war mit der BG Dorsten ab der Saison 2001/02 in der Bundesliga vertreten. Mit der BG trat sie zudem im europäischen Vereinswettbewerb FIBA Europe Cup an. Nachdem sich Kemper, die Medizin studierte, zwischenzeitlich zurückgezogen hatte, spielte sie ab der Saison 2008/09 wieder für die BG Dorsten, die mittlerweile freiwillig in die Regionalliga abgestiegen war. Sie stieg mit der BG in die zweite Bundesliga auf und spielte bis 2015 für die Dorstener Damen sowie dann erneut in der Saison 2016/17. Beruflich wurde sie als Frauenärztin tätig.